# Thomas Monson (1er baronnet)
Thomas Monson, 1er baronnet (1565 - 29 mai 1641) est un homme politique anglais et partisan du roi Jacques Ier.

## Jeunesse
Thomas Monson est le fils de John Monson de South Carlton, Lincolnshire, ancien haut shérif du Lincolnshire. Le frère cadet de Thomas est l'amiral William Monson. Thomas fait ses études au Magdalen College d'Oxford, s'inscrivant à l'âge de quinze ans en décembre 1579, et à Gray's Inn, où il est admis comme étudiant en 1583.

## Carrière
Il est nommé juge de paix en 1592 et haut shérif du Lincolnshire en 1597 et probablement fait chevalier la même année. Il est ensuite député du Lincolnshire (1597-1598), de Castle Rising (1604-1611) et enfin de Cricklade en 1614.
Sous Jacques Ier Monson prospère. Il est nommé chancelier des terres de jointure anglaises de l'épouse du roi Anne de Danemark en 1603. Il est nommé gardien de l'armurerie de Greenwich, maître de l'armurerie de la tour de Londres et maître fauconnier du roi.
Il est créé baronnet héréditaire en 1611, l'un des premiers baronnet d'Angleterre. Mais en 1615, sa position de confiance à la Tour de Londres provoque une situation qui conduit à son arrestation comme l'un des participants au meurtre de Thomas Overbury en 1613. Il est finalement libéré cependant, après un an dans la Tour, mais sa réputation et ses finances en sont ruinées.

## Famille

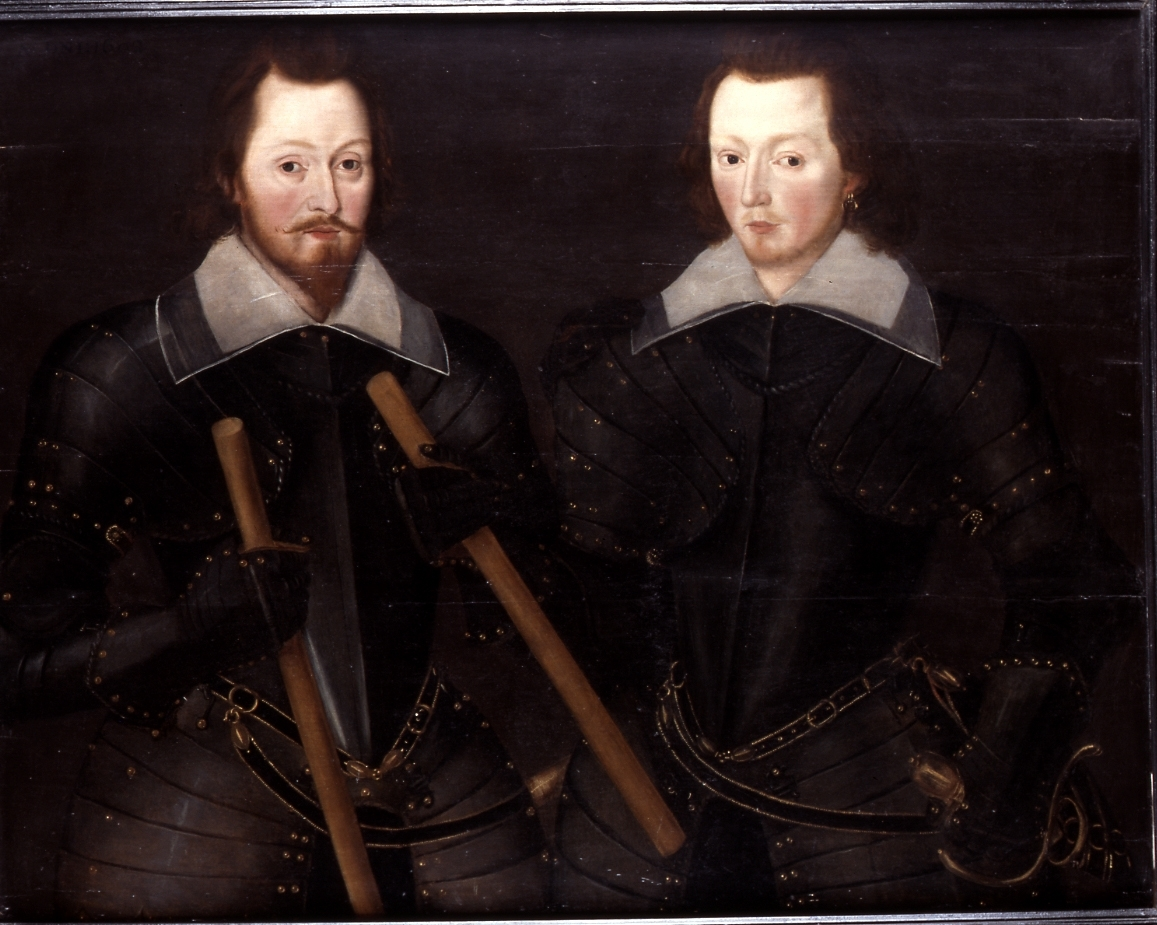
Sir Thomas Monson et son fils John, qui lui succède comme baronnet.

Il meurt en 1641 et est enterré à South Carlton. Il épouse Margaret Anderson, la fille d'Edmund Anderson, avec qui il a quatre fils et cinq filles. Son fils aîné et héritier est John Monson (1600-1683), député sous Charles Ier.
Son neveu, William Monson (c. 1607-1678), est créé pair irlandais en tant que vicomte Monson de Castlemaine en 1628. Ayant été membre du tribunal qui juge Charles Ier, le vicomte est privé de ses honneurs et condamné à la réclusion à perpétuité en 1661.